# Tüpfelspecht
Der Tüpfelspecht (Campethera cailliautii) ist eine Vogelart aus der Familie der Spechte (Picidae). Das Verbreitungsgebiet der Art umfasst große Teile des mittleren Afrikas sowie ein disjunktes Areal im Südwesten Äthiopiens. Der Tüpfelspecht bewohnt ein breites Spektrum offener oder halboffener baumbestandener Habitate von den Rändern des Tropischen Regenwaldes bis zur Dornbuschsavanne und baumbestandenen Gewässerrändern in Trockengebieten. Die in der Kronenregion gesuchte Nahrung besteht vorwiegend aus Ameisen und Termiten.
Die Art ist meist nur lokal verbreitet und wenig häufig. Der Bestand gilt als stabil, der Tüpfelspecht wird von der IUCN daher als  (=least concern – nicht gefährdet) eingestuft.

## Beschreibung
Tüpfelspechte sind sehr kleine Spechte mit kurzem und an der Basis breitem Schnabel. Die Körperlänge beträgt etwa 16 cm, das Gewicht 34–57 g; sie sind damit so groß wie ein Kleinspecht, aber fast doppelt so schwer. Die Art zeigt bezüglich der Färbung einen deutlichen Geschlechtsdimorphismus.
Bei Männchen der Unterart C. c. loveridgei im Osten des Verbreitungsgebietes ist die Rumpfoberseite einschließlich der Oberflügeldecken gelblich grün, Bürzel und Oberschwanzdecken sind stärker gelblich. Auf diesem Grund ist eine weißliche, bindenähnliche Fleckung ausgebildet, die auf dem Bürzel in eine grünliche Bänderung übergeht. Die Schwingen sind braun mit gelbgrünen Säumen an den Außenfahnen und weißer Bänderung, die auf den Innenfahnen am kräftigsten ist. Die Steuerfedern sind oberseits gelblich grün. Die gesamte Unterseite des Rumpfes ist grünlich weiß, wobei die Brust einen Beigeton aufweist und der Bauch mehr gelblich ist. Auf diesem Grund zeigen Kehle und Brust eine dunkelbraune Fleckung, die zum Bauch hin kleiner und spärlicher wird und auf den Flanken mehr bindenartig ausgeprägt ist. Die Unterflügeldecken sind blassgelb mit schwärzlicher Fleckung. Der Unterschwanz ist ebenfalls gelblich mit dunklen Spitzen und gelegentlich an der Basis undeutlich gebändert.
Die Befiederung von Stirn und Oberkopf ist schwarz mit roten Spitzen, der Hinterkopf ist einfarbig rot. Kinn, obere Kehle und Kopfseiten sind mit Ausnahme der Zügelregion auf beigeweißem Grund dicht schwarz gefleckt. Halsseiten und Nacken sind auf beigeweißlichem Grund kräftig schwarz gefleckt.
Der Schnabel ist grau oder schwärzlich mit dunkler Spitze, die Unterschnabelbasis ist grünlich oder horngrün. Beine und Zehen sind grau, grün oder olivgrau, manchmal mit einem Gelbton. Die Iris ist rötlich bis bräunlich.
Beim Weibchen sind Stirn und Oberkopffedern schwarz mit beiger Fleckung, die rote Partie ist auf den Nacken beschränkt.

## Lautäußerungen
Häufigster Ruf ist ein wenig kräftiges, klagendes „hee“ oder „klieee“, das 4- bis 12-mal in regelmäßigen Abständen wiederholt wird. Bei Begegnungen mit Artgenossen und auch im Flug werden kratzende „grrrr“ oder „dddn“- Rufe sowie Rufe wie „tiew-ä“ „wik-ä“ geäußert, die ebenfalls gelegentlich gereiht werden. Paarpartner in engem Kontakt rufen „ääääää“ oder „ää-ää“. Die Trommelwirbel sind kurz und leise.

## Verbreitung und Lebensraum
Das Verbreitungsgebiet der Art umfasst große Teile des mittleren Afrikas sowie ein disjunktes Areal im Südwesten Äthiopiens. Das Hauptareal reicht im Norden in West-Ost-Richtung vom Osten Ghanas bis in den Süden Somalias. Die Südgrenze der Verbreitung verläuft in West-Ost-Richtung vom Norden Angolas über den Norden und Nordwesten Sambias bis zum Fluss Limpopo in Mosambik. Die Größe des Gesamtverbreitungsgebietes wird auf 10,2 Mio. km² geschätzt.
Tüpfelspechte bewohnen ein breites Spektrum offener oder halboffener baumbestandener Habitate von den Rändern des Tropischen Regenwaldes bis zur Dornbuschsavanne und baumbestandenen Gewässerrändern in Trockengebieten, lokal besiedelt die Art auch Palmenhaine. Die Tiere kommen in Ostafrika bis in 2100 m Höhe vor, in Simbabwe bis in 1000 m, lokal auch bis in 1200 m Höhe.

## Systematik
Winkler et al. erkennen vier recht gut differenzierte Unterarten an:
- Campethera c. loveridgei  Hartert, 1920 – Mittleres Tansania um Kilosa, nach Süden bis zum Fluss Limpopo in Mosambik, nach Westen bis zum Mount Zelinda im östlichsten Simbabwe. Die Unterart ist oben beschrieben.
- Campethera c. cailliautii  (Malherbe, 1849)  – Küstennaher Bereich vom Süden Somalias nach Süden über den Osten Kenias bis in den Nordosten Tansanias einschließlich Sansibar. Etwas kleiner als vorige Unterart, Oberseite mehr gefleckt und weniger gebändert, Schwanzoberseite brauner, Unterseitenfleckung gleichmäßiger.
- Campethera c. nyansae  (Neumann, 1900) – Südwesten Kenias und Nordwesten Tansanias nach Süden bis in den Norden Sambias, nach Westen über den Osten und Südosten der Demokratischen Republik Kongo bis in den Nordosten Angolas, außerdem isoliert im Südwesten Äthiopiens. Etwas langflügeliger als Campethera c. loveridgei. Oberseite mehr grün, mit weniger gelb und mit hellen schmalen Stricheln, Unterseite stärker gefleckt und Fleckung mehr zu Bändern tendierend. Außerdem Schnabel an der Basis breiter, noch breiter als bei der folgenden Unterart. Vermischt sich mit der folgenden Unterart in Angola und im Süden und Osten der Demokratischen Republik Kongo.
- Campethera c. permista  (Reichenow, 1876)  – Osten Ghanas, vom Südwesten Ugandas über die mittlere Demokratische Republik Kongo bis in den Nordwesten Angolas. Deutlich von den anderen Unterarten abweichend. Oberseite einfarbig grün ohne helle Zeichnungen, Unterseite vollständig dunkel gebändert. Im Süden Nigerias zeigen manche Individuen eine hellere Unterseite mit einer schmaleren Bänderung.

## Lebensweise
Tüpfelspechte sind unauffällig und werden einzeln oder in Paaren angetroffen. Die in der Kronenregion an toten wie lebenden Teilen der Bäume gesuchte Nahrung besteht vorwiegend aus Ameisen und Termiten und wird wohl vor allem durch Ablesen erlangt, seltener durch Hacken.
Die Brutzeit fällt im Osten des Verbreitungsgebietes auf den Zeitraum September bis November. In der Demokratischen Republik Kongo liegt die Brutzeit wahrscheinlich zwischen März und September und ist dort auf die Regenzeiten beschränkt. Die Höhlen werden in Bäumen und Palmen angelegt, die Gelege umfassen zwei bis drei, selten vier Eier. Beide Geschlechter brüten und füttern die Jungen. Weitere Angaben zur Brutbiologie liegen bisher nicht vor.

## Bestand und Gefährdung
Angaben zur Größe des Weltbestandes sind nicht verfügbar. Die Art ist meist nur lokal verbreitet und wenig häufig. Der Bestand gilt als stabil, der Tüpfelspecht wird von der IUCN daher als ungefährdet („least concern“) eingestuft.